# Saint-Lizier
Cet article possède un paronyme, voir Saint-Dizier.
Pour les articles homonymes, voir Saint-Lizier (homonymie).
Saint-Lizier (en gascon : Sent Líser) est une commune française située dans le nord-ouest du département de l'Ariège, en région Occitanie. Sur le plan historique et culturel, la commune fait partie du Couserans, pays aux racines gasconnes structuré par le cours du Salat.
Exposée à un climat océanique altéré, elle est drainée par le Salat, le Baup, un bras du Salat, le Marcazeau, le ruisseau de merdançon et par divers autres petits cours d'eau. Incluse dans le parc naturel régional des Pyrénées ariégeoises, la commune possède un patrimoine naturel remarquable : un site Natura 2000 (« Garonne, Ariège, Hers, Salat, Pique et Neste ») et six zones naturelles d'intérêt écologique, faunistique et floristique.
Saint-Lizier est une commune urbaine qui compte 1 384 habitants en 2022. Elle appartient à l'unité urbaine de Saint-Girons et fait partie de l'aire d'attraction de Saint-Girons. Ses habitants sont appelés les Licérois ou Licéroises.
Le patrimoine architectural de la commune comprend dix immeubles protégés au titre des monuments historiques : la cathédrale Notre-Dame-de-la-Sède, classée en 1994, la cathédrale Saint-Lizier et le cloître, classée en 1886, la chapelle Notre-Dame du Marsan, inscrite en 1973, l'Hôtel-Dieu, inscrit en 2005, la maison canoniale, inscrite en 1989 puis classée en 1991, la maison Loubières, classée en 1929, la maison natale d'Aristide Bergès et la papeterie de Prat du Ritou, inscrites en 2007, les murailles gallo-romaines, classées en 1912, le palais épiscopal, inscrit en 1993, et le Pont de Saint-Lizier, inscrit en 1927.

## Géographie

### Localisation
La commune de Saint-Lizier se trouve dans le département de l'Ariège, en région Occitanie.
Commune de l'aire d'attraction de Saint-Girons située dans son unité urbaine, à environ 460 m d'altitude dans les Pyrénées, sur une colline de la rive droite du Salat. Elle se situe en Couserans, dont elle a été la capitale religieuse. Elle fait partie de la communauté de communes Couserans - Pyrénées dont elle est le siège et du parc naturel régional des Pyrénées ariégeoises.
Elle se situe à 38 km à vol d'oiseau de Foix, préfecture du département, et à 2 km de Saint-Girons, sous-préfecture.
Les communes les plus proches sont : 
Lorp-Sentaraille (1,6 km), Montjoie-en-Couserans (1,8 km), Saint-Girons (2,0 km), Taurignan-Vieux (3,4 km), Gajan (3,5 km), Montégut-en-Couserans (4,2 km), Eycheil (4,2 km), Montgauch (5,0 km).
Sur le plan historique et culturel, Saint-Lizier fait partie du Couserans, pays aux racines gasconnes structuré par le cours du Salat (affluent de la Garonne), que rien ne prédisposait à rejoindre les anciennes dépendances du comté de Foix.

### Communes limitrophes
Saint-Lizier est limitrophe de huit autres communes.
| Caumont               | Lorp-Sentaraille | Gajan                 |
| Montgauch             | Saint-Lizier     | Montjoie-en-Couserans |
| Montégut-en-Couserans | Moulis           | Saint-Girons          |

### Superficie et relief
La superficie cadastrale de la commune publiée par l’Insee, qui sert de références dans toutes les statistiques, est de 9,01 km2,. La superficie géographique, issue de la BD Topo, composante du Référentiel à grande échelle produit par l'IGN, est quant à elle de 9,1 km2. Son relief est relativement accidenté puisque la dénivelée maximale atteint 210 mètres. L'altitude du territoire varie entre 368 m et 578 m.

### Géologie
La commune est située dans les Pyrénées, une chaîne montagneuse jeune, érigée durant l'ère tertiaire (il y a 40 millions d'années environ), en même temps que les Alpes, certaines parties étant recouvertes par des formations superficielles. Les terrains affleurants sur le territoire communal sont constitués de roches sédimentaires datant pour certaines du Cénozoïque, l'ère géologique la plus récente sur l'échelle des temps géologiques, débutant il y a 66 millions d'années, et pour d'autres du Mésozoïque, anciennement appelé Ère secondaire, qui s'étend de −252,2 à −66,0 Ma. La structure détaillée des couches affleurantes est décrite dans les feuilles « n°1056 - Le Mas d'Azil » et « n°1074 - Saint-Girons » de la carte géologique harmonisée au 1/50 000ème du département de l'Ariège, et leurs notices associées,.

### Hydrographie

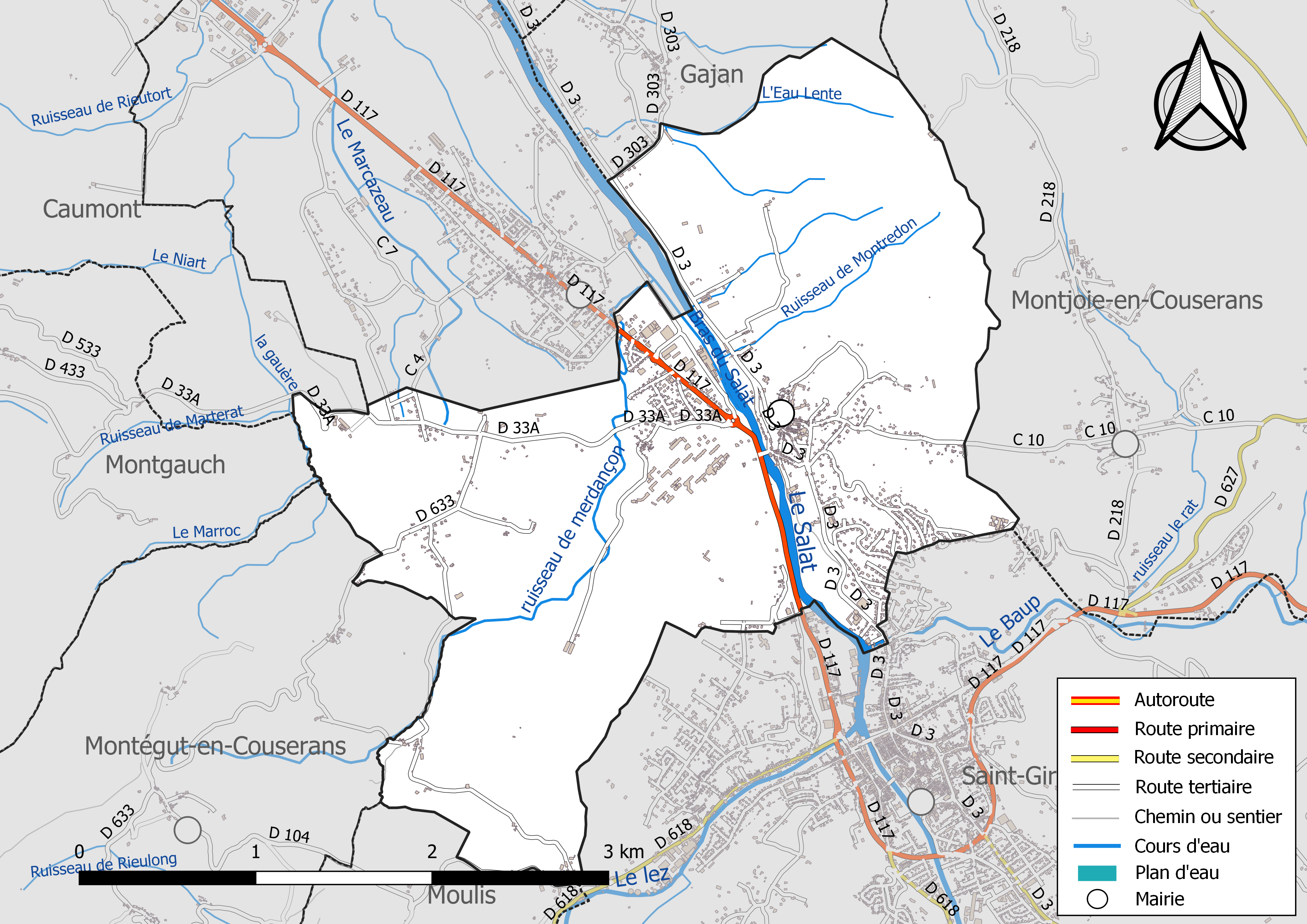
Réseaux hydrographique et routier de Saint-Lizier.

La commune est dans le bassin versant de la Garonne, au sein du bassin hydrographique Adour-Garonne. Elle est drainée par le Salat, le Baup, un bras du Salat, le Marcazeau, le ruisseau de merdançon, la gauère, L'Eau Lente, le ruisseau de Montredon et par divers petits cours d'eau, constituant un réseau hydrographique de 11 km de longueur totale,.
Le Salat, d'une longueur totale de 74,1 km, prend sa source dans la commune de Couflens et s'écoule du sud vers le nord. Il traverse la commune et se jette dans la Garonne à Boussens, après avoir traversé 27 communes.
Le Baup, d'une longueur totale de 20,1 km, prend sa source dans la commune de Rimont et s'écoule d'est en ouest. Il traverse la commune et se jette dans le Salat sur le territoire communal, après avoir traversé 6 communes.

### Climat
Pour des articles plus généraux, voir Climat de l'Occitanie et Climat de l'Ariège.
En 2010, le climat de la commune est de type climat océanique altéré, selon une étude s'appuyant sur une série de données couvrant la période 1971-2000. En 2020, Météo-France publie une typologie des climats de la France métropolitaine dans laquelle la commune est exposée à un climat de montagne et est dans la région climatique Pyrénées centrales, caractérisée par une pluviométrie annuelle de 1 000 à 1 200 mm.
Pour la période 1971-2000, la température annuelle moyenne est de 12,1 °C, avec une amplitude thermique annuelle de 15,1 °C. Le cumul annuel moyen de précipitations est de 898 mm, avec 9,6 jours de précipitations en janvier et 6,5 jours en juillet. Pour la période 1991-2020, la température moyenne annuelle observée sur la station météorologique la plus proche, située sur la commune de Lorp-Sentaraille à 2 km à vol d'oiseau, est de 12,5 °C et le cumul annuel moyen de précipitations est de 973,2 mm,. Pour l'avenir, les paramètres climatiques de la commune estimés pour 2050 selon différents scénarios d'émission de gaz à effet de serre sont consultables sur un site dédié publié par Météo-France en novembre 2022.

### Milieux naturels et biodiversité

#### Espaces protégés
La protection réglementaire est le mode d’intervention le plus fort pour préserver des espaces naturels remarquables et leur biodiversité associée,.
La commune fait partie du parc naturel régional des Pyrénées ariégeoises, créé en 2009 et d'une superficie de 245 973 ha, qui s'étend sur 138 communes du département. Ce territoire unit les plus hauts sommets aux frontières de l’Andorre et de l’Espagne (la Pique d'Estats, le mont Valier, etc) et les plus hautes vallées des avants-monts, jusqu’aux plissements du Plantaurel.

#### Réseau Natura 2000

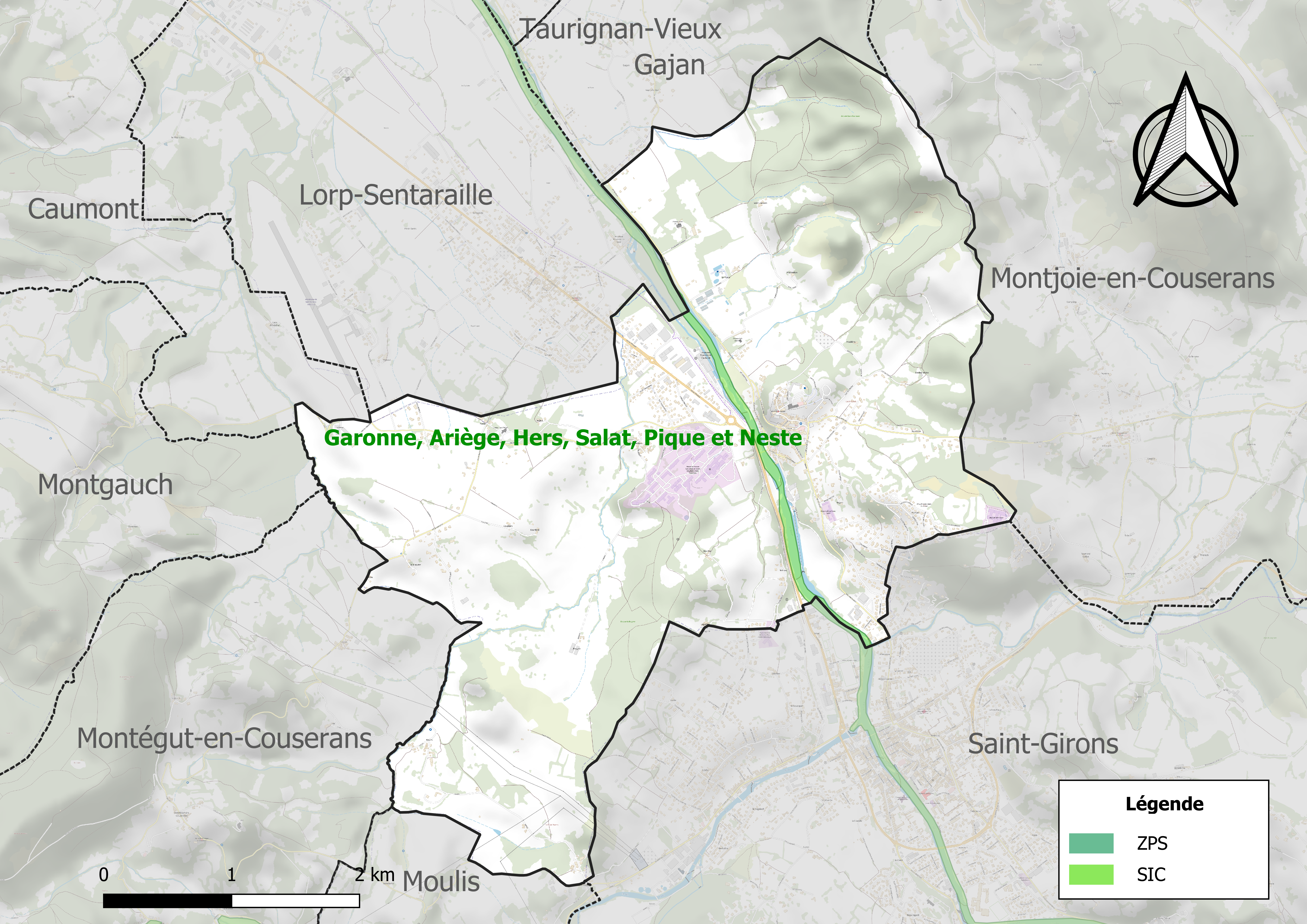
Site Natura 2000 sur le territoire communal.

Le réseau Natura 2000 est un réseau écologique européen de sites naturels d'intérêt écologique élaboré à partir des directives habitats et oiseaux, constitué de zones spéciales de conservation (ZSC) et de zones de protection spéciale (ZPS).
Un site Natura 2000 a été défini sur la commune au titre de la directive habitats : « Garonne, Ariège, Hers, Salat, Pique et Neste », d'une superficie de 9 581 ha, un réseau hydrographique pour les poissons migrateurs, avec des zones de frayères actives et potentielles importantes pour le Saumon en particulier qui fait l'objet d'alevinages réguliers et dont des adultes atteignent déjà Foix sur l'Ariège.

#### Zones naturelles d'intérêt écologique, faunistique et floristique
L’inventaire des zones naturelles d'intérêt écologique, faunistique et floristique (ZNIEFF) a pour objectif de réaliser une couverture des zones les plus intéressantes sur le plan écologique, essentiellement dans la perspective d’améliorer la connaissance du patrimoine naturel national et de fournir aux différents décideurs un outil d’aide à la prise en compte de l’environnement dans l’aménagement du territoire.
Quatre ZNIEFF de type 1 sont recensées sur la commune :
- l'« aval du ruisseau du Baup et affluents » (106 ha), couvrant 6 communes du département[32] ;
- les « collines de l'ouest du Séronais, du Mas-d'Azil à Saint-Lizier » (7 543 ha), couvrant 11 communes du département[33] ;
- « le Salat et le Lens » (712 ha), couvrant 32 communes dont 21 dans l'Ariège et 11 dans la Haute-Garonne[34] ;
- la « soulane de Balaguères au Char de Liqué » (5 178 ha), couvrant 13 communes du département[35] ;

et deux ZNIEFF de type 2, : 
- les « coteaux de l'est du Saint-Gironnais » (15 037 ha), couvrant 18 communes du département[36] ;
- le « massif d'Arbas » (27 233 ha), couvrant 90 communes dont 48 dans l'Ariège et 42 dans la Haute-Garonne[37].

Carte des ZNIEFF de type 1 et 2 à Saint-Lizier.
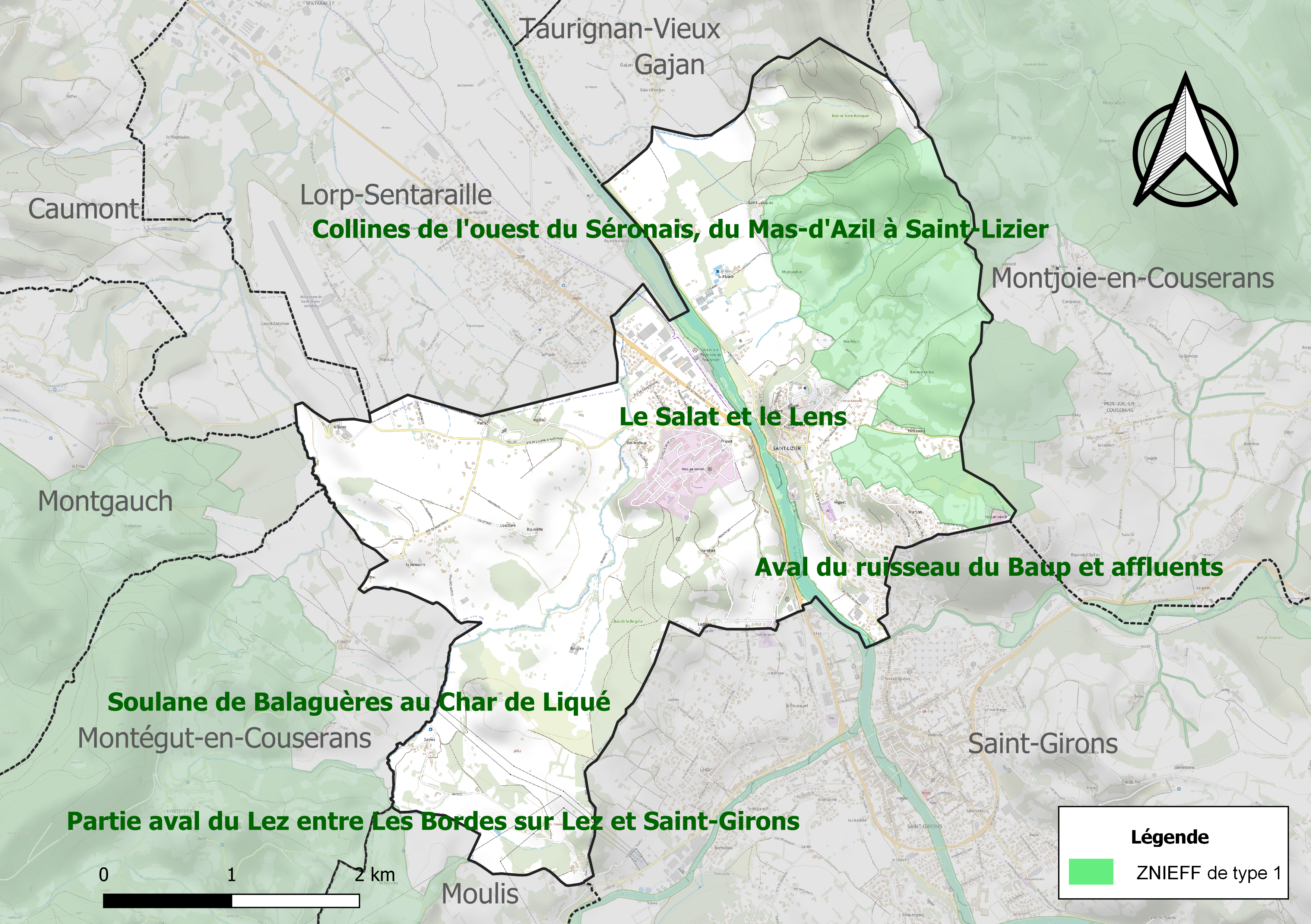
Carte des ZNIEFF de type 1 sur la commune.
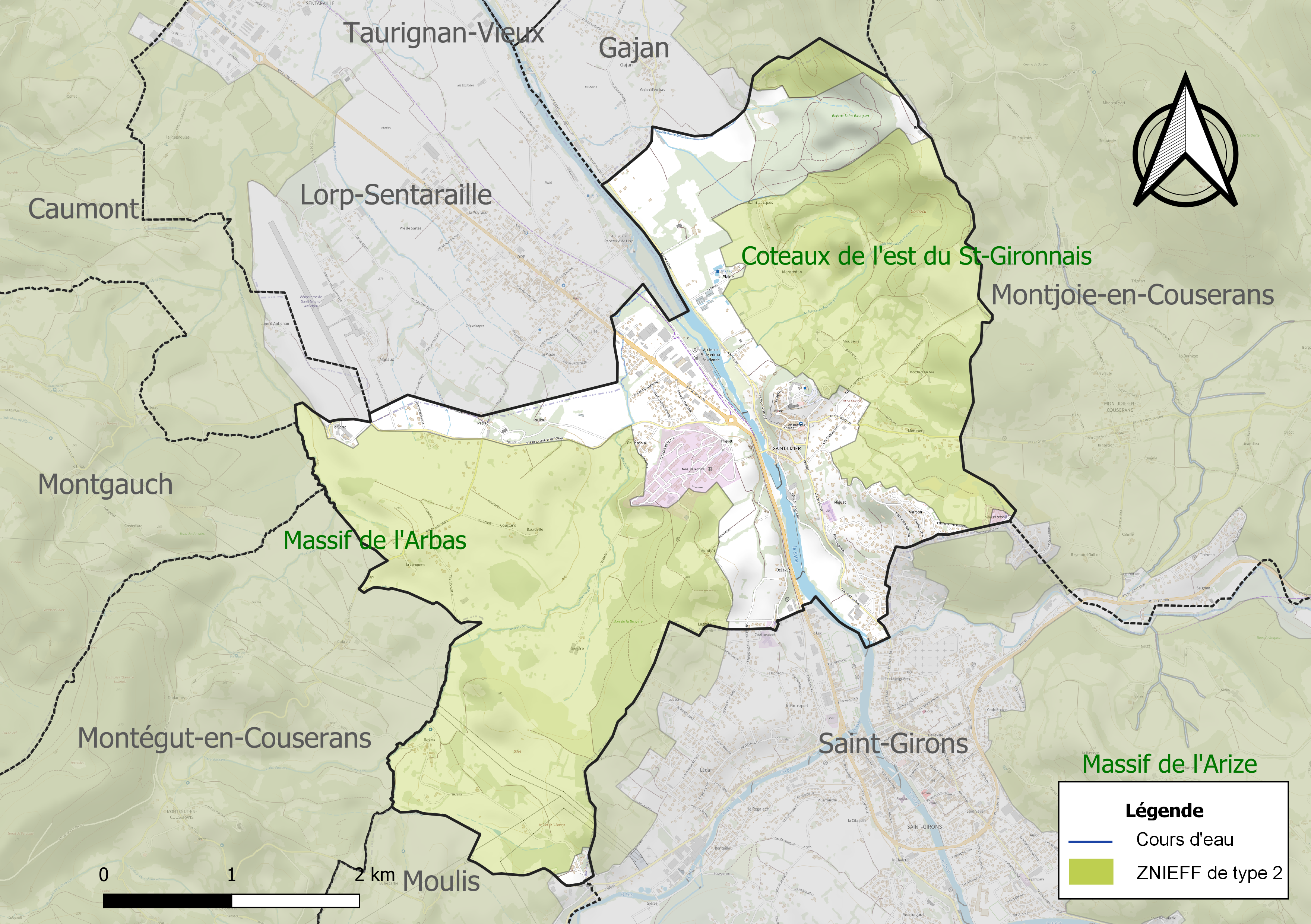
Carte des ZNIEFF de type 2 sur la commune.

## Urbanisme

### Typologie
Au 1er janvier 2024, Saint-Lizier est catégorisée petite ville, selon la nouvelle grille communale de densité à 7 niveaux définie par l'Insee en 2022.
Elle appartient à l'unité urbaine de Saint-Girons, une agglomération intra-départementale dont elle est une commune de la banlieue,. Par ailleurs la commune fait partie de l'aire d'attraction de Saint-Girons, dont elle est une commune du pôle principal,. Cette aire, qui regroupe 70 communes, est catégorisée dans les aires de moins de 50 000 habitants,.

### Occupation des sols

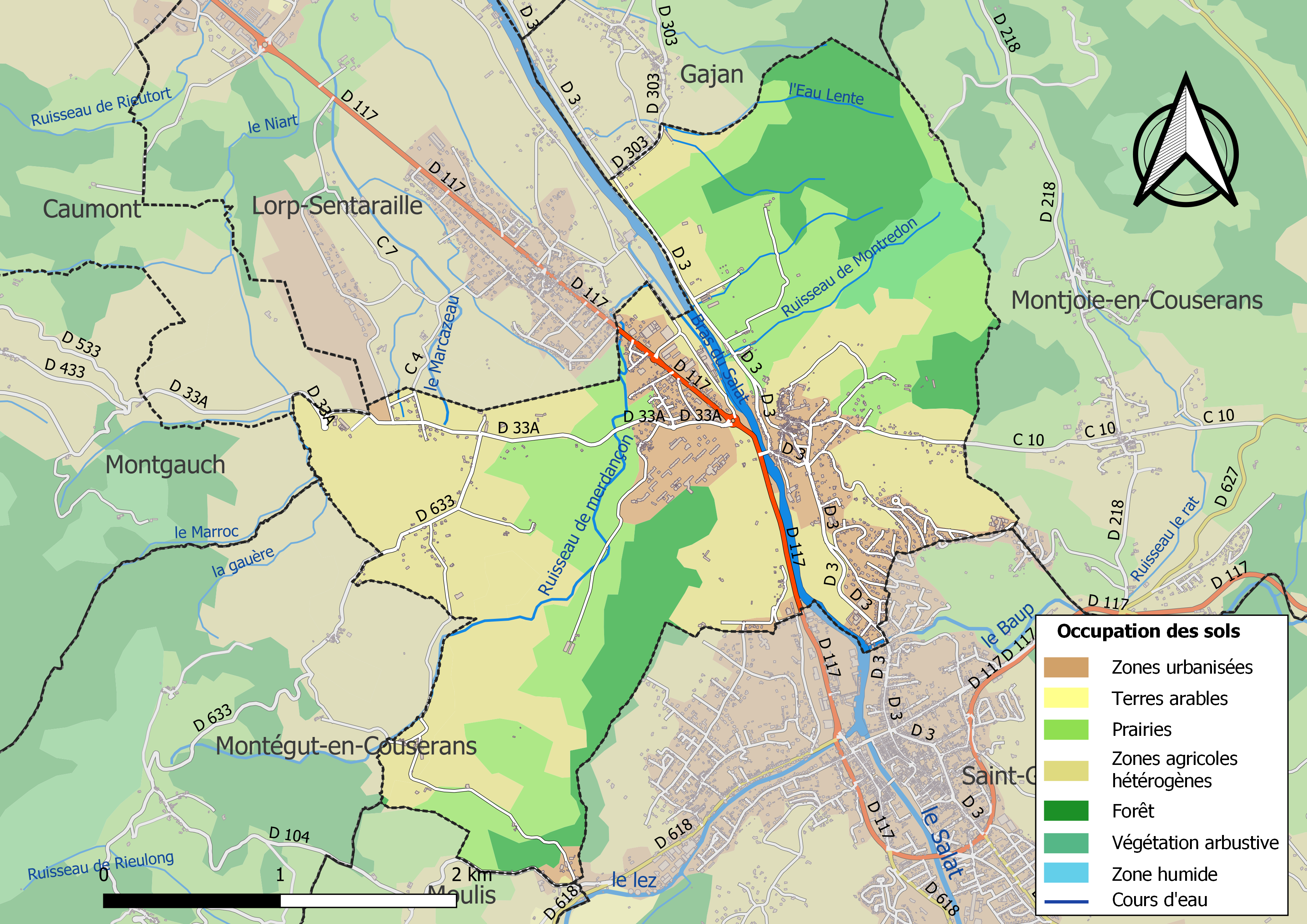
Carte des infrastructures et de l'occupation des sols de la commune en 2018 (CLC).

L'occupation des sols de la commune, telle qu'elle ressort de la base de données européenne d’occupation biophysique des sols Corine Land Cover (CLC), est marquée par l'importance des territoires agricoles (67,2 % en 2018), en diminution par rapport à 1990 (68,5 %). La répartition détaillée en 2018 est la suivante : 
zones agricoles hétérogènes (40,9 %), prairies (26,4 %), forêts (16,7 %), zones urbanisées (8,6 %), zones industrielles ou commerciales et réseaux de communication (4,5 %), milieux à végétation arbustive et/ou herbacée (2,9 %). L'évolution de l’occupation des sols de la commune et de ses infrastructures peut être observée sur les différentes représentations cartographiques du territoire : la carte de Cassini (XVIIIe siècle), la carte d'état-major (1820-1866) et les cartes ou photos aériennes de l'IGN pour la période actuelle (1950 à aujourd'hui).

### Morphologie urbaine
Dès le haut Moyen Âge, Saint-Lizier compte deux quartiers : en haut, la cité, ceinte de murs gallo-romains ; tout autour jusqu'au Salat, le bourg, division conservée jusqu'à nos jours.
Face au palais des évêques, Saint-Lizier est dominée par la colline du Marsan et sa chapelle.

### Habitat et logement
En 2018, le nombre total de logements dans la commune était de 791, alors qu'il était de 802 en 2013 et de 736 en 2008.
Parmi ces logements, 75,3 % étaient des résidences principales, 14,3 % des résidences secondaires et 10,3 % des logements vacants. Ces logements étaient pour 88 % d'entre eux des maisons individuelles et pour 12 % des appartements.
Le tableau ci-dessous présente la typologie des logements à Saint-Lizier en 2018 en comparaison avec celle de l'Ariège et de la France entière. Une caractéristique marquante du parc de logements est ainsi une proportion de résidences secondaires et logements occasionnels (14,3 %) inférieure à celle du département (24,6 %) mais supérieure à celle de la France entière (9,7 %). Concernant le statut d'occupation de ces logements, 80,2 % des habitants de la commune sont propriétaires de leur logement (80,5 % en 2013), contre 66,3 % pour l'Ariège et 57,5 % pour la France entière.
| Typologie                                               | Saint-Lizier | Ariège | France entière |
| ------------------------------------------------------- | ------------ | ------ | -------------- |
| Résidences principales (en %)                           | 75,3         | 65,7   | 82,1           |
| Résidences secondaires et logements occasionnels (en %) | 14,3         | 24,6   | 9,7            |
| Logements vacants (en %)                                | 10,3         | 9,7    | 8,2            |

### Voies de communication et transports
Accès avec les routes départementales D 117 et D 3. Il existe aussi un service de transport à la demande.

### Risques majeurs
Le territoire de la commune de Saint-Lizier est vulnérable à différents aléas naturels : inondations, climatiques (grand froid ou canicule), feux de forêts, mouvements de terrains et séisme (sismicité modérée). Il est également exposé à un risque technologique,  le transport de matières dangereuses,.

#### Risques naturels

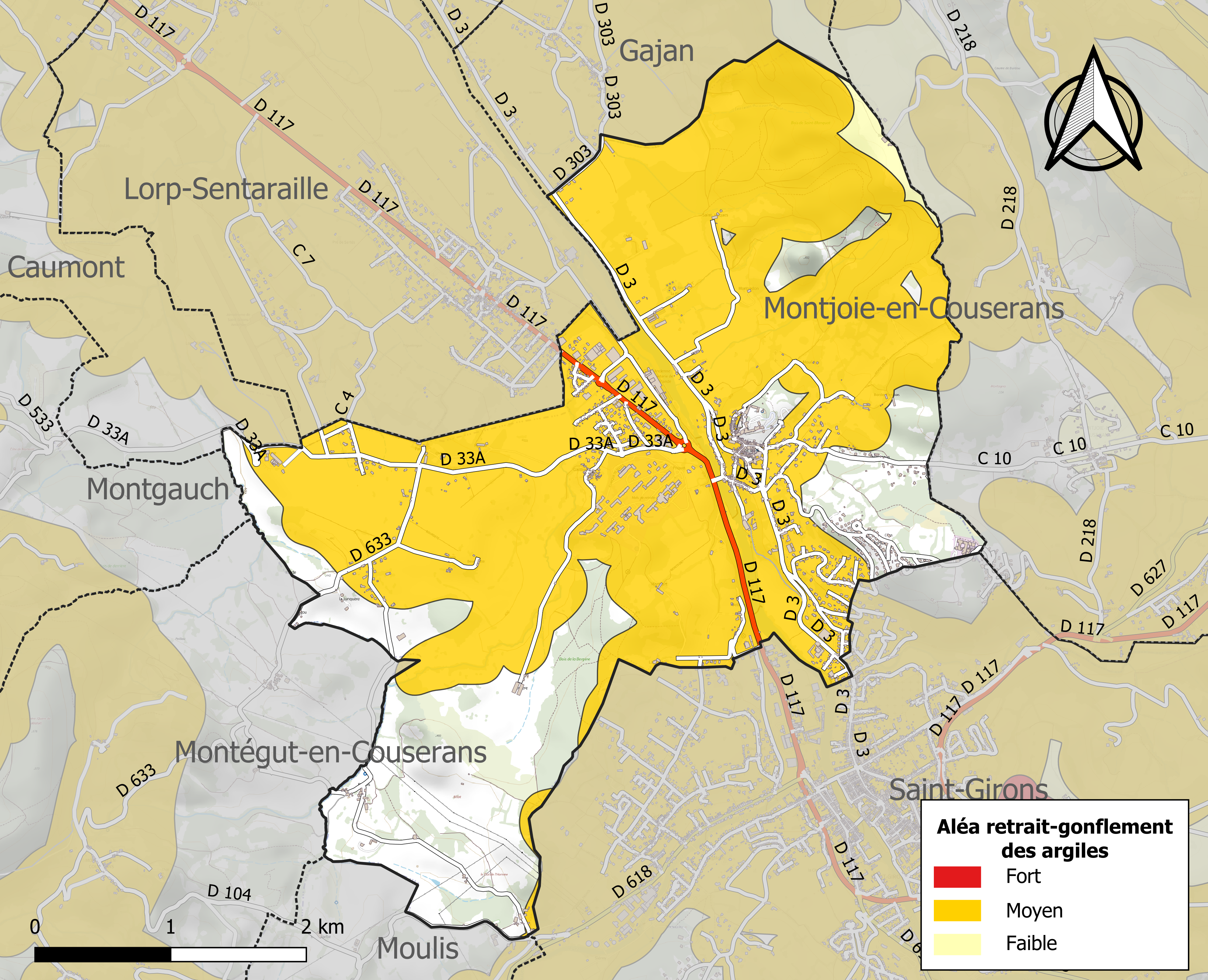
Zonage de l'aléa retrait-gonflement des argiles sur la commune de Saint-Lizier.

Certaines parties du territoire communal sont susceptibles d’être affectées par le risque d’inondation par débordement, crue torrentielle d'un cours d'eau, le Salat, ou ruissellement d'un versant. L’épisode de crue le plus marquant dans le département reste sans doute celui de 1875. Parmi les inondations marquantes plus récentes concernant le Salat figurent les crues de 1937 (un mort à Salau), de 1992 et de 1993.
Les mouvements de terrains susceptibles de se produire sur la commune sont soit des chutes de blocs, soit des glissements de terrains, soit des effondrements liés à des cavités souterraines, soit des mouvements liés au retrait-gonflement des argiles. Près de 50 % de la superficie du département est concernée par l'aléa retrait-gonflement des argiles, dont la commune de Saint-Lizier. L'inventaire national des cavités souterraines permet par ailleurs de localiser celles situées sur la commune.
Ces risques naturels sont pris en compte dans l'aménagement du territoire de la commune par le biais d'un plan de prévention des risques (PPR) inondation et mouvement de terrain approuvé le 12 janvier 2006.

#### Risques technologiques
Le risque de transport de matières dangereuses par une infrastructure routière ou ferroviaire ou par une canalisation de transport de gaz concerne la commune. Un accident se produisant sur une telle infrastructure est en effet susceptible d’avoir des effets graves au bâti ou aux personnes jusqu’à 350 m, selon la nature du matériau transporté. Des dispositions d’urbanisme peuvent être préconisées en conséquence.

## Toponymie
La commune tire son nom actuel de Lizier de Couserans canonisé sous le nom de saint Lizier, évêque qui participa au concile d'Agde au VIe siècle.
Durant la Révolution française, la commune porte le nom d'Austrie-la-Montagne.
Ses habitants sont appelés les Licérois.

## Histoire

### Préhistoire

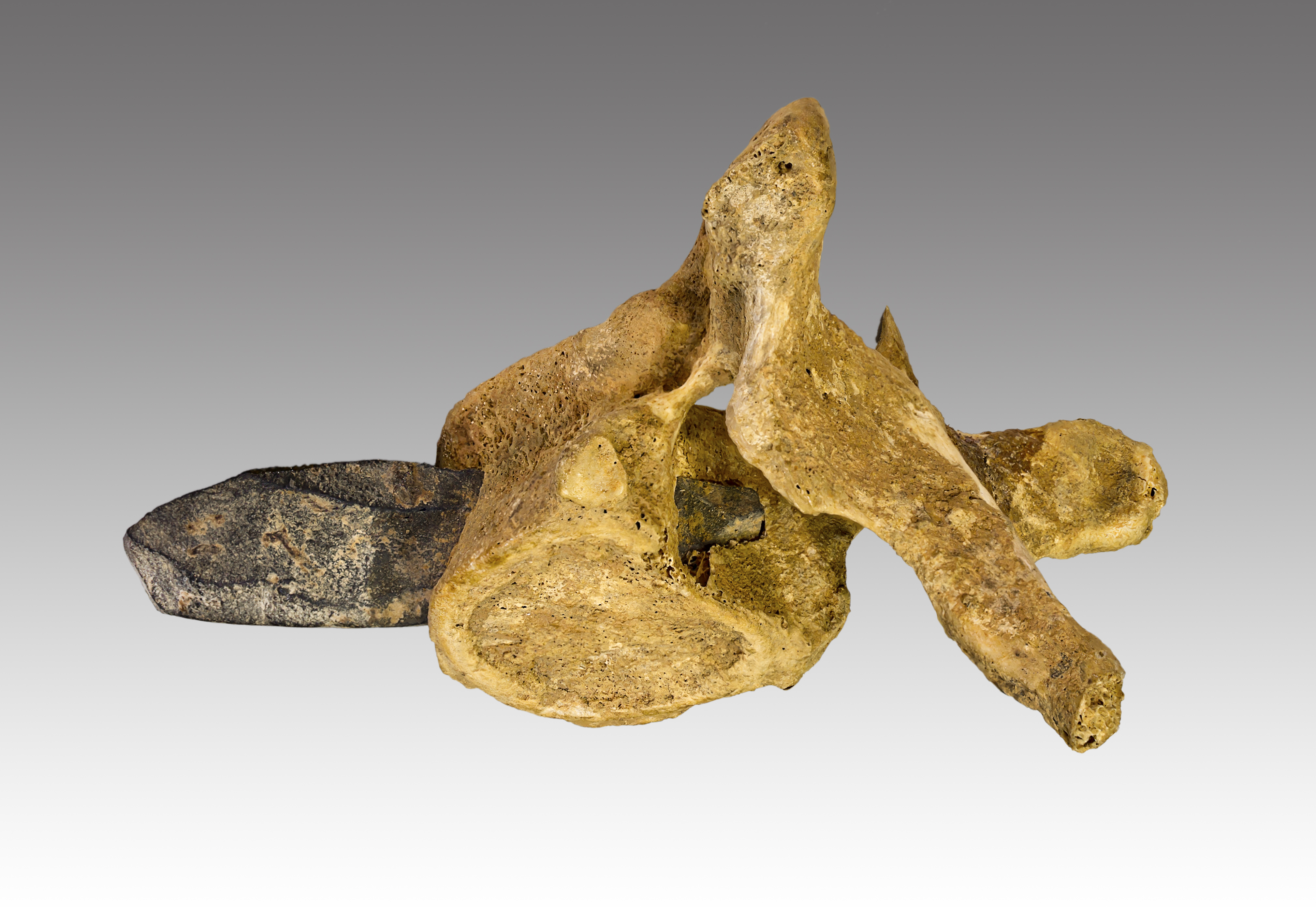
Vertèbre et pointe de lance du Magdalénien, Muséum de Toulouse.

L'abri de Montfort atteste l'occupation dès le Magdalénien. Cet abri a été fouillé notamment par Félix Régnault. En 1894, H. Miquel y découvrit une vertèbre humaine transpercée par une lame en quartzite,, désormais conservée au Muséum de Toulouse. L'abri a aussi livré entre autres un objet décoré décrit par Édouard Piette comme une fibule, six galets décorés aziliens trouvés entre 1889 et 1892...

### Antiquité
L'ancienne cité gallo-romaine des Consoranni, Lugdunum Consoranorum ou Civitas Consorannorum, devint le siège d'un important évêché à partir du VIe siècle. Ayant déjà un évêque (saint Valère) au Ve siècle, Saint-Lizier fut le plus ancien siège épiscopal de l'actuel département de l'Ariège.

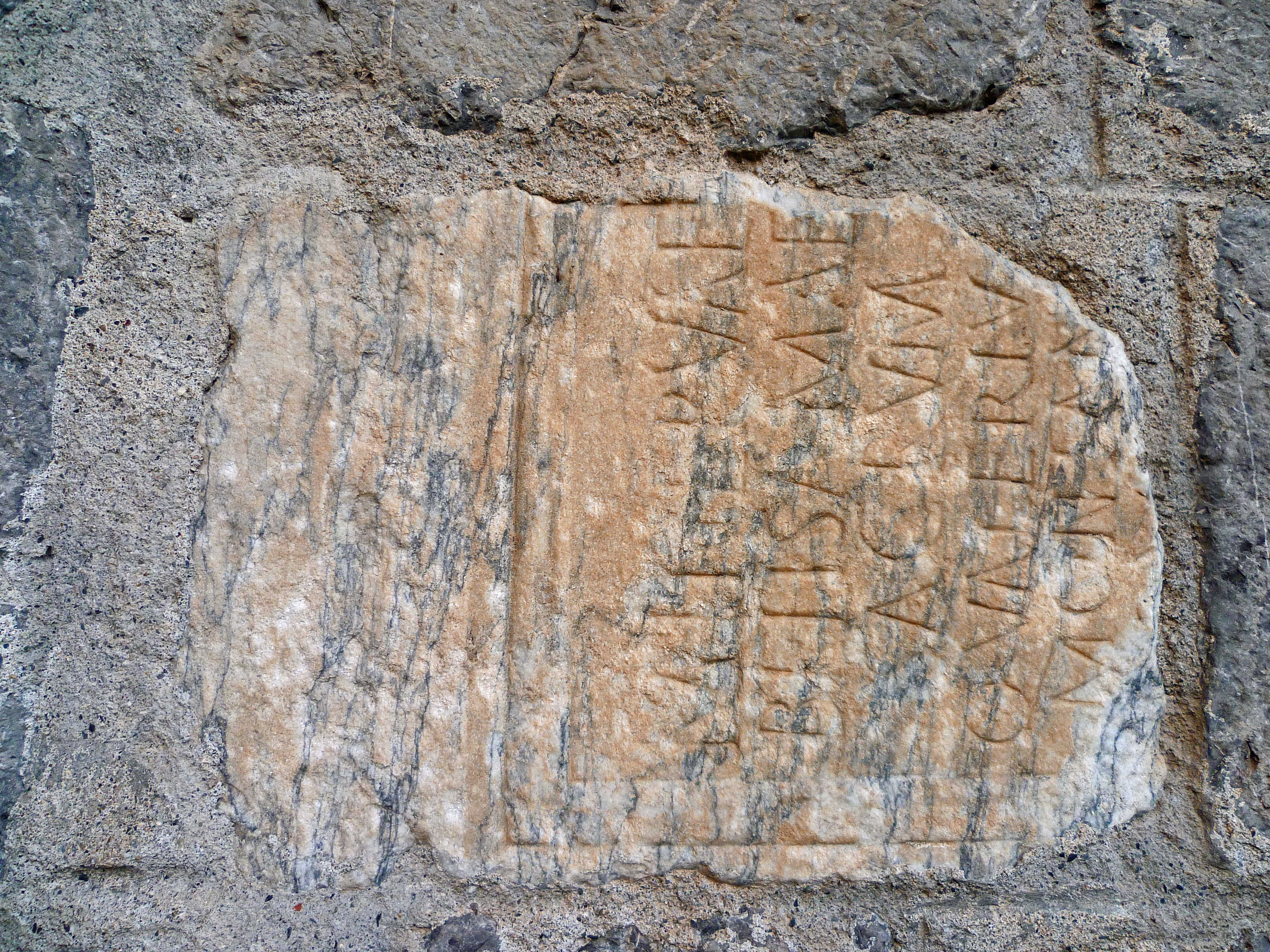
Pierre du pont de St-Lizier portant la dévotion à Belisama.

Une inscription lapidaire datant de l'époque gallo-romaine sur une pierre du pont sur le Salat y a révélé une dévotion à la déesse Belisama.

### Moyen Âge
Le renouveau de la ville a lieu au Moyen Âge, à l'époque romane : deux cathédrales sont alors construites. La véritable, Notre-Dame de la Sède, aujourd’hui dans l’enceinte du palais des Évêques, et l'église paroissiale du bourg d’en bas, avec son cloître remarquable, plus ancienne d’ailleurs, appelée aussi « cathédrale » (cathédrale de Saint Lizier) qui abrite son trésor avec la crosse de saint Lizier du XIIe siècle.

### Époque moderne

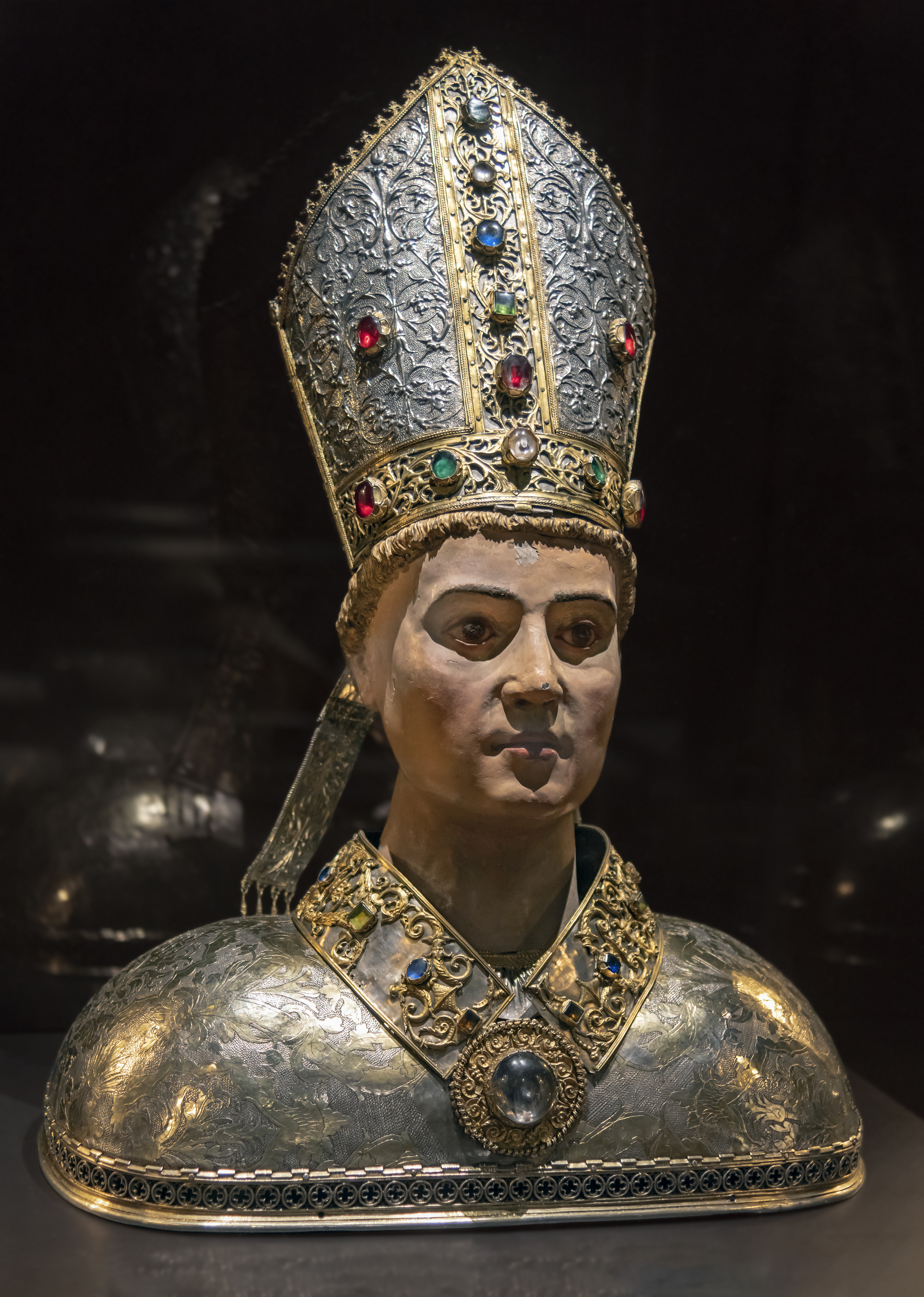
Le trésor de Saint-Lizier.

Le buste reliquaire de saint Lizier, en argent doré, ciselé, est attribué à Antoine Favier, orfèvre à Toulouse, qui l'aurait réalisé en 1531. Il est conservé dans la cathédrale Saint-Lizier.

### Époque contemporaine
De 1866 à 1969, la commune a bénéficié d'une gare sur la ligne de Boussens à Saint-Girons.
De 1987 à 2013, le prêtre René Heuillet détourna plus de 720 000 euros de dons issus des ventes de bougies votives. Il a été condamné en 2016 à 18 mois de prison avec sursis et 50 000 euros d'amende.

## Politique et administration

### Découpage territorial
La commune de Saint-Lizier est membre de la communauté de communes Couserans-Pyrénées, un établissement public de coopération intercommunale (EPCI) à fiscalité propre créé le 18 novembre 2016 dont le siège est à Saint-Lizier. Ce dernier est par ailleurs membre d'autres groupements intercommunaux.
Sur le plan administratif, elle est rattachée à l'arrondissement de Saint-Girons, au département de l'Ariège, en tant que circonscription administrative de l'État, et à la région Occitanie.
Sur le plan électoral, elle dépend du canton des Portes du Couserans pour l'élection des conseillers départementaux, depuis le redécoupage cantonal de 2014 entré en vigueur en 2015, et de la deuxième circonscription de l'Ariège  pour les élections législatives, depuis le redécoupage électoral de 1986.

### Administration municipale
Le nombre d'habitants au recensement de 2017 étant compris entre 500 et 1 499 habitants, le nombre de membres du conseil municipal pour l'élection de 2020 est de quinze,.

### Liste des maires

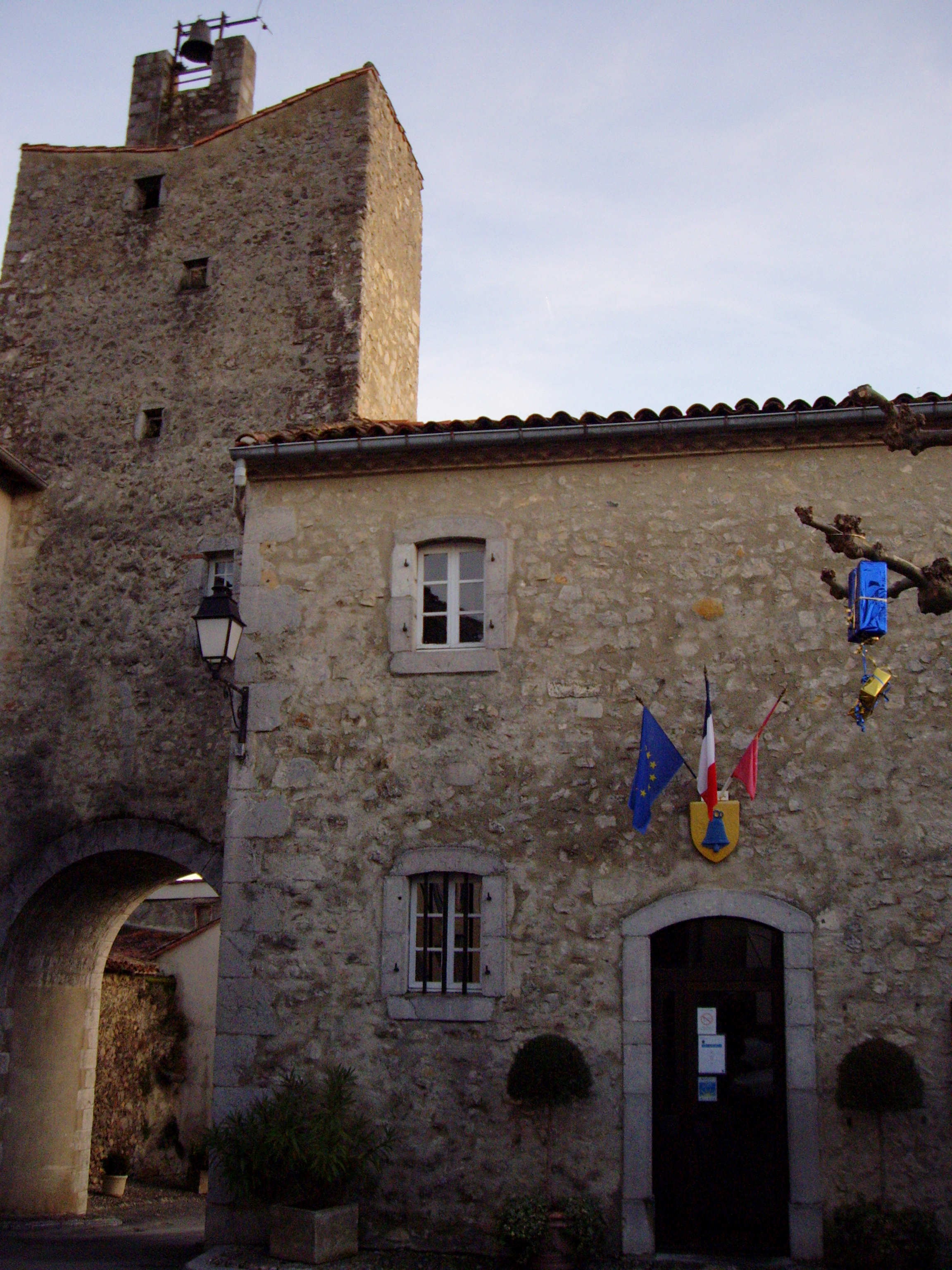
Mairie de Saint-Lizier.

| Période                                  | Période   | Identité       | Étiquette | Qualité                                                            |
| ---------------------------------------- | --------- | -------------- | --------- | ------------------------------------------------------------------ |
| avant 1988                               | juin 1995 | Georges Sutra  |           |                                                                    |
| juin 1995                                | 2020      | Étienne Dedieu | DVD       | Retraité                                                           |
| 2020                                     | En cours  | Michel Pichan  | PS        | Médecin anesthésiste retraité Conseiller départemental depuis 2021 |
| Les données manquantes sont à compléter. |           |                |           |                                                                    |

### Jumelage
Saint-Lizier est jumelé avec le camp de réfugiés de Beit Jibrin, Bethléem, Palestine.

## Démographie
L'évolution du nombre d'habitants est connue à travers les recensements de la population effectués dans la commune depuis 1793. Pour les communes de moins de 10 000 habitants, une enquête de recensement portant sur toute la population est réalisée tous les cinq ans, les populations de référence des années intermédiaires étant quant à elles estimées par interpolation ou extrapolation. Pour la commune, le premier recensement exhaustif entrant dans le cadre du nouveau dispositif a été réalisé en 2007.

En 2022, la commune comptait 1 384 habitants, en évolution de −2,4 % par rapport à 2016 (Ariège : +1,48 %, France hors Mayotte : +2,11 %).
| 1793  | 1800  | 1806 | 1821 | 1831  | 1836  | 1841  | 1846  | 1851  |
| ----- | ----- | ---- | ---- | ----- | ----- | ----- | ----- | ----- |
| 1 061 | 1 049 | 970  | 990  | 1 160 | 1 311 | 1 050 | 1 261 | 1 295 |

| 1856  | 1861  | 1866  | 1872  | 1876  | 1881  | 1886  | 1891  | 1896  |
| ----- | ----- | ----- | ----- | ----- | ----- | ----- | ----- | ----- |
| 1 092 | 1 165 | 1 156 | 1 293 | 1 256 | 1 309 | 1 478 | 1 411 | 1 376 |

| 1901  | 1906  | 1911  | 1921  | 1926  | 1931  | 1936  | 1946  | 1954  |
| ----- | ----- | ----- | ----- | ----- | ----- | ----- | ----- | ----- |
| 1 273 | 1 295 | 1 280 | 1 162 | 1 211 | 1 327 | 1 371 | 1 290 | 1 348 |

| 1962  | 1968  | 1975  | 1982  | 1990  | 1999  | 2006  | 2007  | 2012  |
| ----- | ----- | ----- | ----- | ----- | ----- | ----- | ----- | ----- |
| 1 635 | 1 695 | 1 719 | 1 855 | 1 646 | 1 592 | 1 477 | 1 457 | 1 408 |

| 2017  | 2022  | - | - | - | - | - | - | - |
| ----- | ----- | - | - | - | - | - | - | - |
| 1 418 | 1 384 | - | - | - | - | - | - | - |

| selon la population municipale des années : | 1968 | 1975 | 1982 | 1990 | 1999 | 2006 | 2009 | 2013 |
| Rang de la commune dans le département      | 14   | 14   | 13   | 15   | 15   | 16   | 15   | 15   |
| Nombre de communes du département           | 340  | 328  | 330  | 332  | 332  | 332  | 332  | 332  |

## Économie

### Revenus
En 2018, la commune compte 601 ménages fiscaux, regroupant 1 191 personnes. La médiane du revenu disponible par unité de consommation est de 22 910 € (19 820 € dans le département).

### Emploi
| Division       | 2008  | 2013   | 2018   |
| -------------- | ----- | ------ | ------ |
| Commune        | 6,8 % | 6,9 %  | 9,6 %  |
| Département    | 8,9 % | 11,1 % | 11,2 % |
| France entière | 8,3 % | 10 %   | 10 %   |

En 2018, la population âgée de 15 à 64 ans s'élève à 642 personnes, parmi lesquelles on compte 68,2 % d'actifs (58,6 % ayant un emploi et 9,6 % de chômeurs) et 31,8 % d'inactifs,. Depuis 2008, le taux de chômage communal (au sens du recensement) des 15-64 ans est inférieur à celui de la France et du département.
La commune fait partie du pôle principal de l'aire d'attraction de Saint-Girons,. Elle compte 1 311 emplois en 2018, contre 1 282 en 2013 et 1 257 en 2008. Le nombre d'actifs ayant un emploi résidant dans la commune est de 392, soit un indicateur de concentration d'emploi de 334,9 % et un taux d'activité parmi les 15 ans ou plus de 38 %.
Sur ces 392 actifs de 15 ans ou plus ayant un emploi, 179 travaillent dans la commune, soit 46 % des habitants. Pour se rendre au travail, 85,1 % des habitants utilisent un véhicule personnel ou de fonction à quatre roues, 0,7 % les transports en commun, 7,5 % s'y rendent en deux-roues, à vélo ou à pied et 6,6 % n'ont pas besoin de transport (travail au domicile).

### Activités hors agriculture
138 établissements sont implantés  à Saint-Lizier au 31 décembre 2019. Le tableau ci-dessous en détaille le nombre par secteur d'activité et compare les ratios avec ceux du département,.
| Secteur d'activité                                                                                        | Commune | Commune | Département |
| Secteur d'activité                                                                                        | Nombre  | %       | %           |
| --- | ------- | ------- | ----------- |
| Ensemble                                                                                                  | 138     | 100 %   | (100 %)     |
| Industrie manufacturière, industries extractives et autres                                                | 14      | 10,1 %  | (12,9 %)    |
| Construction                                                                                              | 14      | 10,1 %  | (14,2 %)    |
| Commerce de gros et de détail, transports, hébergement et restauration                                    | 51      | 37 %    | (27,5 %)    |
| Information et communication                                                                              | 2       | 1,4 %   | (1,8 %)     |
| Activités financières et d'assurance                                                                      | 6       | 4,3 %   | (2,8 %)     |
| Activités immobilières                                                                                    | 8       | 5,8 %   | (4,2 %)     |
| Activités spécialisées, scientifiques et techniques et activités de services administratifs et de soutien | 20      | 14,5 %  | (13,2 %)    |
| Administration publique, enseignement, santé humaine et action sociale                                    | 17      | 12,3 %  | (14,4 %)    |
| Autres activités de services                                                                              | 6       | 4,3 %   | (8,8 %)     |

Le secteur du commerce de gros et de détail, des transports, de l'hébergement et de la restauration est prépondérant sur la commune puisqu'il représente 37 % du nombre total d'établissements de la commune (51 sur les 138 entreprises implantées  à Saint-Lizier), contre 27,5 % au niveau départemental.
Les cinq entreprises ayant leur siège social sur le territoire communal qui génèrent le plus de chiffre d'affaires en 2020 sont : 
- Lilat, supermarchés (23 164 k€)
- Sariege, supermarchés (15 634 k€)
- Societe De Negoce Ariegeoise De Materiaux - Snam, commerce de gros (commerce interentreprises) de bois et de matériaux de construction (8 487 k€)
- Phoebus, supermarchés (2 112 k€)
- Valdistri, autres commerces de détail en magasin non spécialisé (1 948 k€)

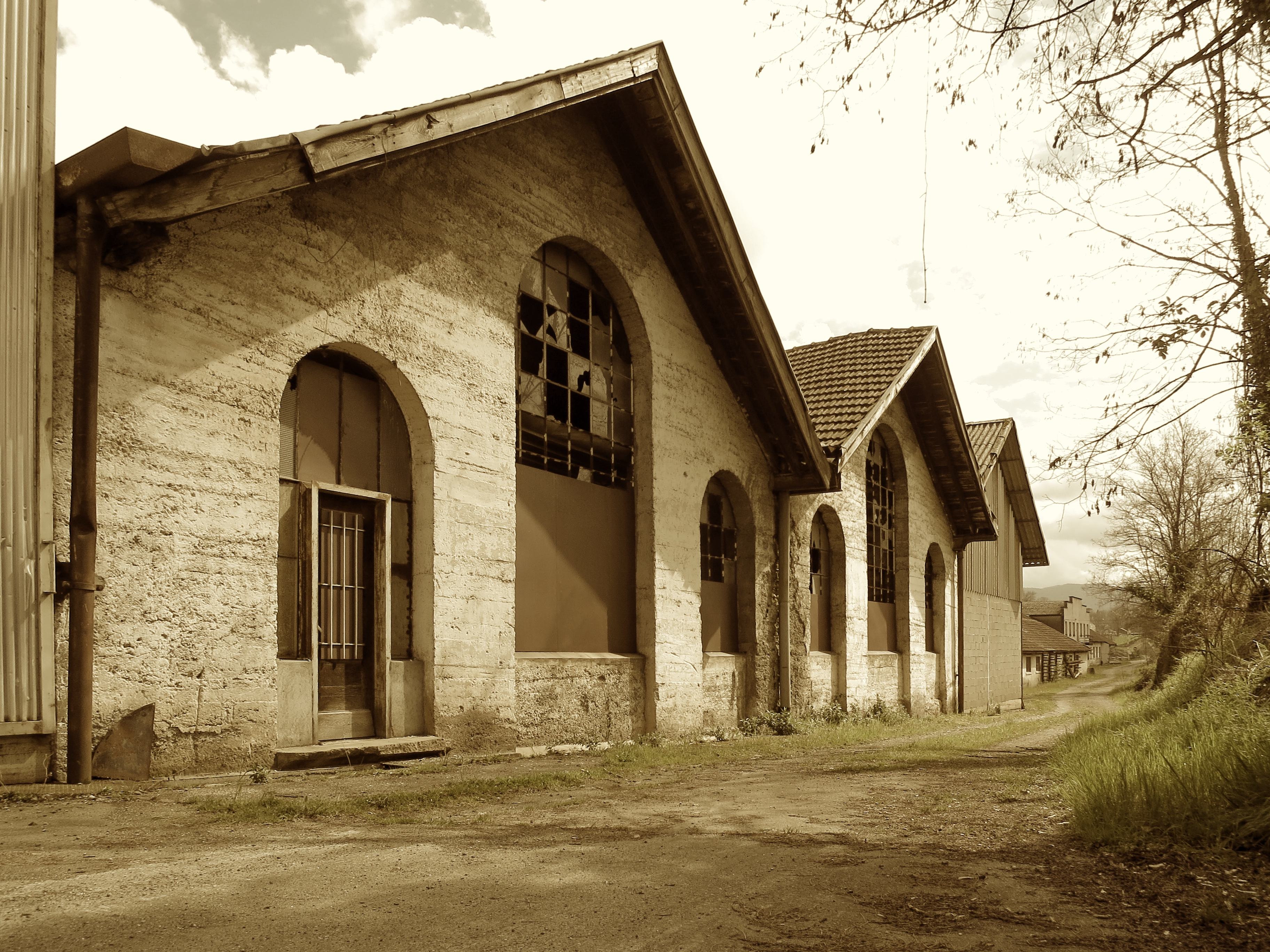
Ancienne papeterie de Pourlande.

Le budget de la ville était de 18 millions d'euros en 2013.

### Agriculture
La commune fait partie de la petite région agricole dénommée « Région sous-pyrénéenne ». En 2010, l'orientation technico-économique de l'agriculture  sur la commune est l'élevage d'herbivores hors bovins, caprins et porcins.
|                                   | 1988 | 2000 | 2010 |
| --------------------------------- | ---- | ---- | ---- |
| Exploitations                     | 23   | 19   | 13   |
| Superficie agricole utilisée (ha) | 539  | 649  | 534  |

Le nombre d'exploitations agricoles en activité et ayant leur siège dans la commune est passé de 23 lors du recensement agricole de 1988 à 19 en 2000 puis à 13 en 2010, soit une baisse de 43 % en 22 ans. Le même mouvement est observé à l'échelle du département qui a perdu pendant cette période 48 % de ses exploitations. La surface agricole utilisée sur la commune a également diminué, passant de 539 ha en 1988 à 534 ha en 2010. Parallèlement la surface agricole utilisée moyenne par exploitation a augmenté, passant de 23 à 41 ha.

### Artisanat
- Confitures et traditions de la maison Joucla, pont du Baup.

### Industrie
Comme quelques communes situées au fil de l'eau, Saint-Lizier a un passé industriel, notamment une usine de filature et des papeteries.

### Santé
Le centre hospitalier Ariège Couserans (CHAC) se trouve sur le territoire de la commune à Rozès. Il est le résultat de la fusion en 1995 de l'hôpital général et du centre psychiatrique de Rozès, ce dernier héritier de l'asile psychiatrique (1811-1969) autrefois situé dans le Palais des Evêques. En 2014, il comptait plus de 1 000 salariés dont 79 médecins et son budget de fonctionnement était de 64 millions d’euros.
L'établissement d'hébergement pour personnes âgées dépendantes Hector-d'Ossun propose 105 lits et comprend une unité Alzheimer et un pôle d’activités et de soins adaptés.

### Commerce
La plupart de l'activité commerciale se trouve dans la zone commerciale de l'agglomération saint-gironnaise, située au nord de la commune, qui regroupe des enseignes nationales.
Le centre-village compte quelques commerces et ceux-ci sont essentiellement liés au tourisme : boulangerie, galerie d'art, potier, salons de thé, restaurants...
Des producteurs locaux et bio proposent leurs produits sur la place de l’église chaque mercredi de 8 à 14 heures.

### Tourisme
Le village a fait partie de l'association « Les Plus Beaux Villages de France » de 1992 à 2012. L'importante présence des voitures dans le centre historique et le développement de la zone commerciale à proximité du village remettant son statut de membre en cause, la municipalité a préféré renoncer à son adhésion en raison des investissements élevés nécessaires pour y remédier.
Depuis 1998, différents monuments sont inscrits sur la liste du patrimoine mondial de l'Unesco au titre des chemins de Compostelle en France (chemin du piémont pyrénéen).
Le palais des évêques a fait l'objet d'une rénovation importante réalisée par Jean-Michel Wilmotte, avec l'ajout d'un bâtiment neuf.

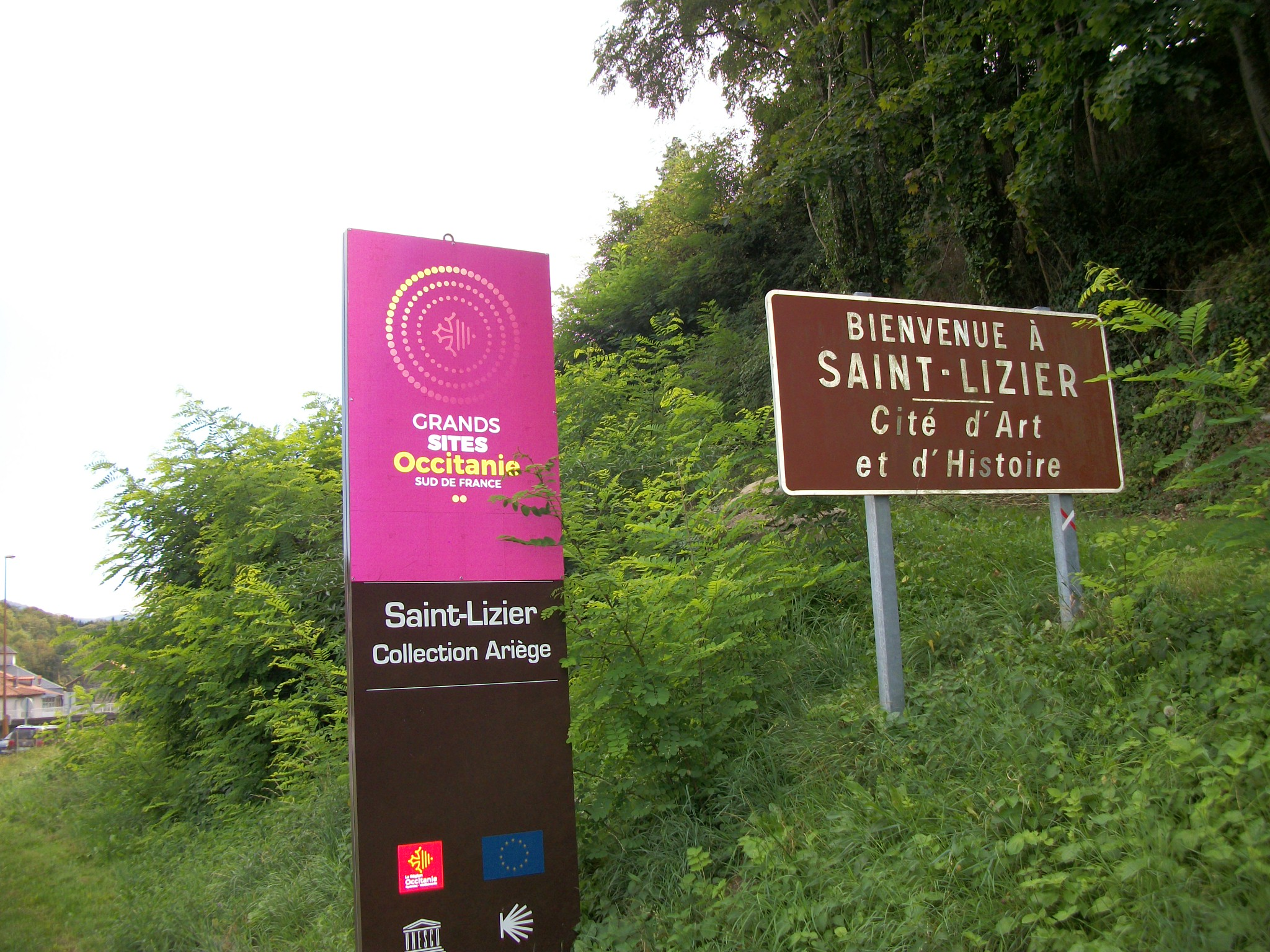
Saint-Lizier, Collection Ariège et Grands sites Occitanie Sud de France.

Depuis 2007, Saint-Lizier fait partie des Grands Sites Occitanie dans « la collection Ariège », une appellation créée par la région qui permet d’identifier les sites touristiques qui présentent un intérêt incontournable mais également de préserver et de valoriser des richesses patrimoniales, culturelles ou naturelles reconnues comme étant remarquables sur le plan national et international dont la cité d'art et d'histoire de Saint-Lizier.
Des investisseurs privés ont permis l'installation d'un restaurant gastronomique, « Le Carré de l'Ange » et d'une résidence de tourisme dans les bâtiments de l'ancien hôpital. Deux grands salons permettent également la tenue de réunions. La résidence a dû cesser son activité fin 2018, mais le Conseil départemental, devenu seul propriétaire des lieux, engage fin 2020 3,9 millions d'euros de travaux pour achever l'aménagement du site et confie la gestion de la résidence de tourisme (81 logements) à « Terres de France », société créée en 2007 spécialisée dans l'hébergement touristique. Les 56 premiers logements touristiques rénovés sont loués dès la mi-juin 2021 et 25 autres suivront.

## Vie pratique

### Service public
L'Agence postale communale a été fermée au public. Seuls existent les services de la mairie.

### Enseignement
L'éducation est assurée sur la commune par une école primaire : école maternelle et école élémentaire Fanny Reich.

### Culture et festivités
De nombreuses associations existent sur la commune :
- Les Consorani : animations antiques et médiévales ;
- Au pays des Traces - L’Œil aux aguets : activités naturalistes (ichnologie), archéologie, artisanat (vannerie, outillage en bois), à l'ancienne ferme de Miguet ;
- Cyber-base : Initiation à l'informatique et à internet ;
- Bibliothèque communale ;
- Atelier de céramique Sibylle Parant.

### Activités sportives
- Billard club du Couserans (billard français), aïkido : École Aïkido 09 (dojo au centre hospitalier)...
- Voie verte de Saint-Lizier à Prat-Bonrepaux ouverte en juillet 2018 en grande partie sur la tracé de l'ancienne voie ferrée de Boussens à Saint-Girons.

### Écologie et recyclage
La déchetterie la plus proche se trouve à Palétès, route de Lacourt à Saint-Girons. L'entreprise Saica Natur Sud (anciennement Llau) est une importante entreprise industrielle de recyclage et de valorisation ; elle est installée sur la zone industrielle du Couserans, sur la commune voisine de Lorp-Sentaraille. Elle achète au poids des métaux, papiers, etc.

## Culture locale et patrimoine

### Lieux et bâtiments
94 immeubles et objets de la ville sont classés au titre des monuments historiques.
- Abri de Montfort (Magdalénien, Azilien).
- Cathédrale de Saint-Lizier et son cloître. Des fresques du XIIe siècle attribuées à l'atelier du Maître de Pedret ont été mises à jour en 1960.
- Cathédrale Notre-Dame-de-la-Sède.
- Ancien Hôtel-Dieu de Saint-Lizier, accolé à la cathédrale Saint-Lizier, acquis par la commune en 2010[80] et inscrit à l'inventaire des monuments historiques en 2005. Il comprend notamment :
  - la chapelle orthodoxe Saint-Seraphim-de-Sarov et Saint-Isaac-Le-Syrien, depuis septembre 2011[81],[82],[83],[84] ;
  - la pharmacie complète datant de 1764 ;
  - les bureaux de la Communauté de communes Couserans-Pyrénées.
- Le Palais des Évêques, initié par l'évêque Bernard Coignet de Marmiesse (1619-1680), est devenu un musée départemental de l'Ariège, présentant ses collections d'histoire locale dans l'ancienne résidence des évêques du Couserans, et l'ancienne cathédrale Notre-Dame-de-la-Sède, dont les peintures de la fin du XVe siècle présentes sur les murs et les voûtes de l'édifice ont été restaurées récemment. Inscrit au titre des monuments historiques en 1993.
- Trésor des évêques de Couserans.
- Chapelle Notre-Dame du Marsan, depuis le Moyen Âge, est un lieu de pèlerinage chaque lundi de Pentecôte, inscrite à l'inventaire des monuments historiques en 1973[85].

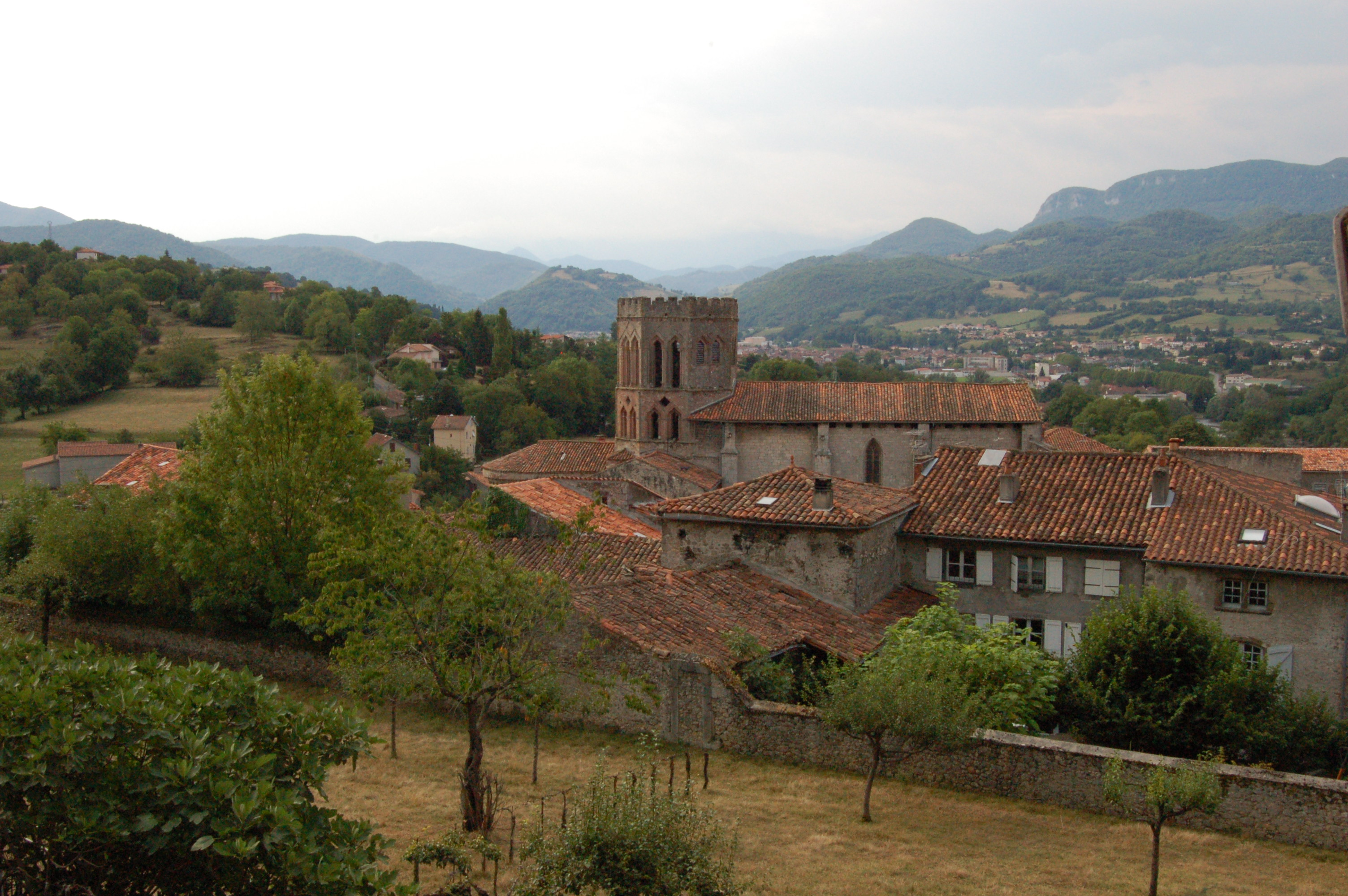
La cathédrale de Saint-Lizier et au loin Saint-Girons.
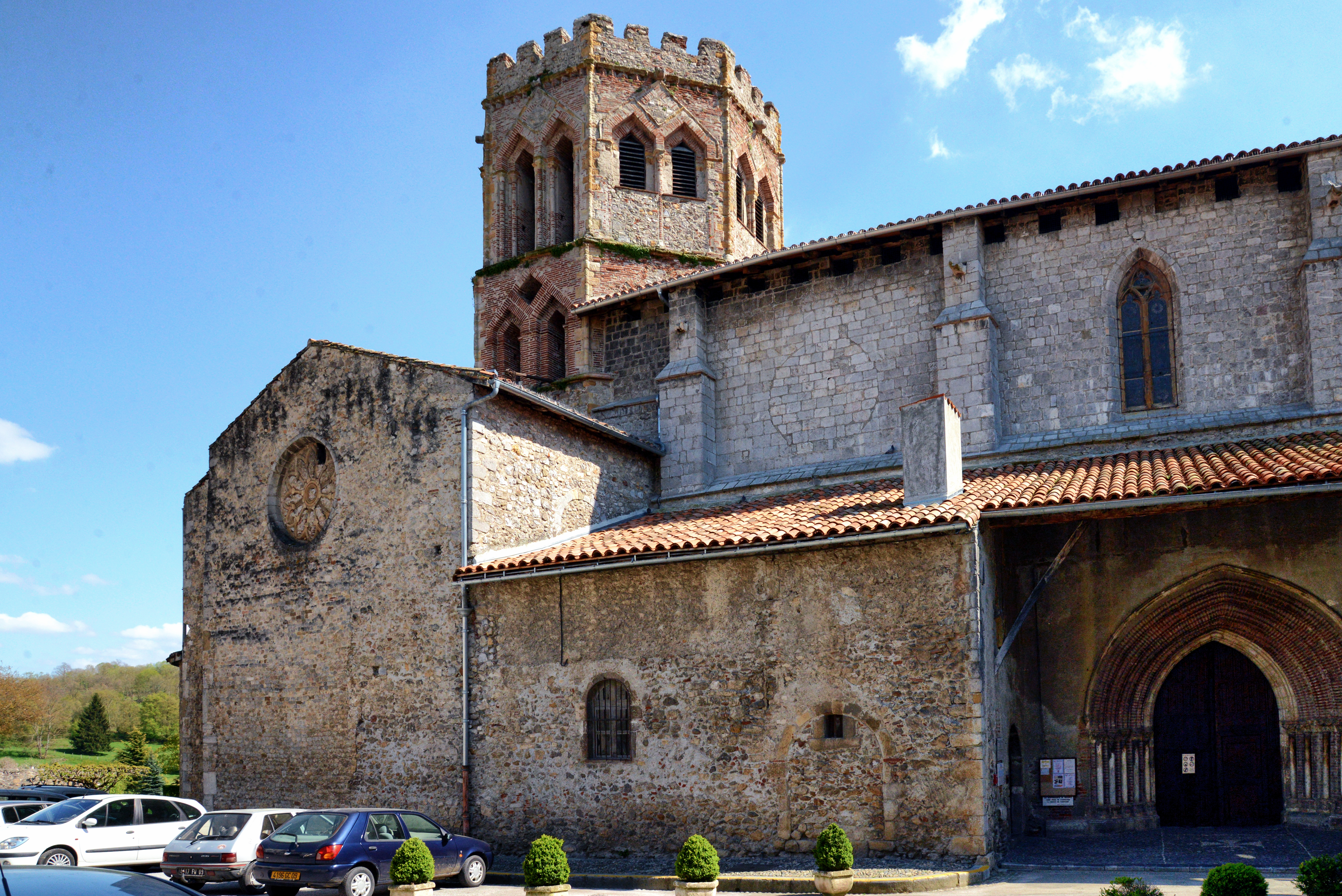
Cathédrale Saint-Lizier.
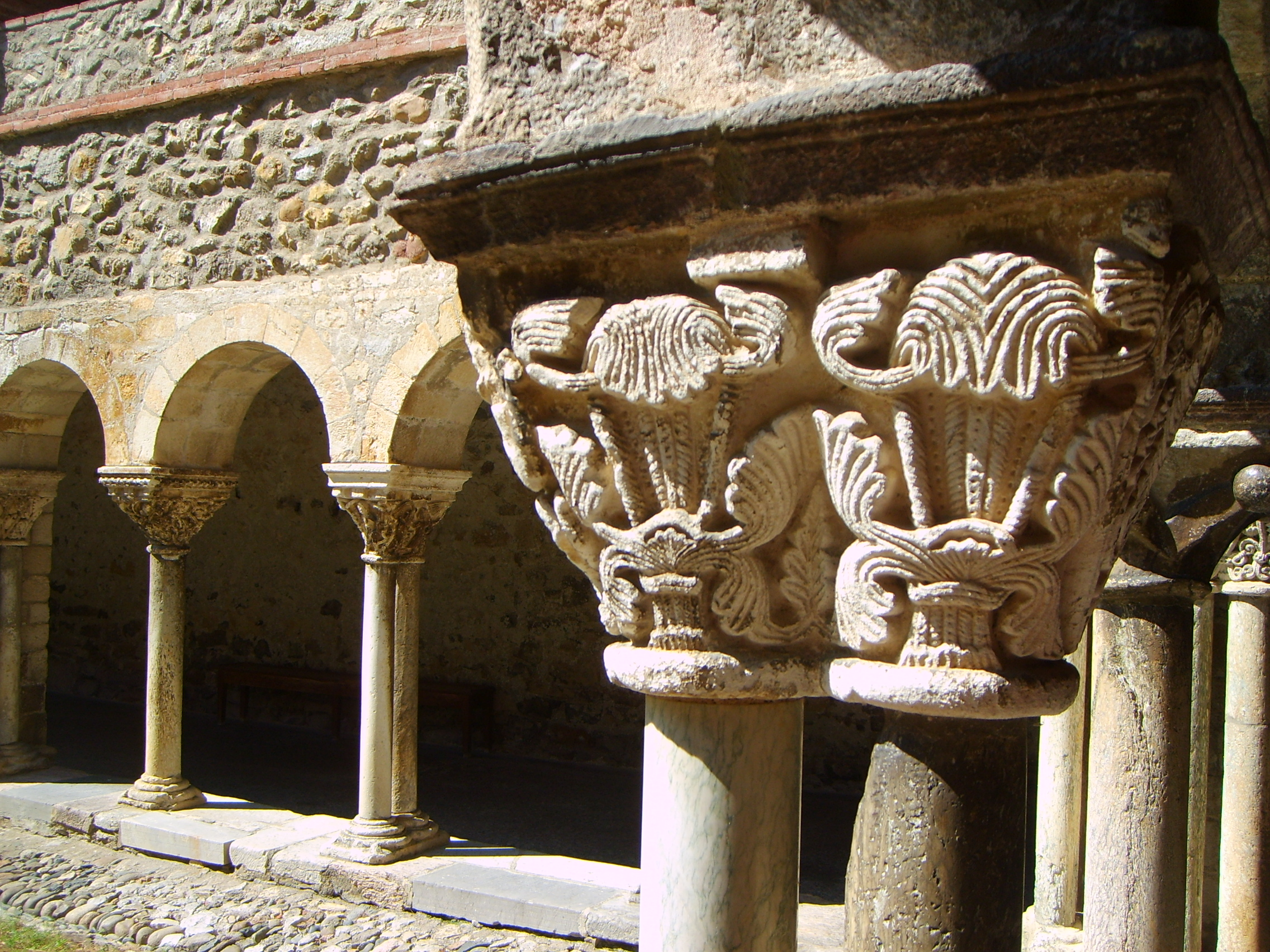
Cloître de la cathédrale.
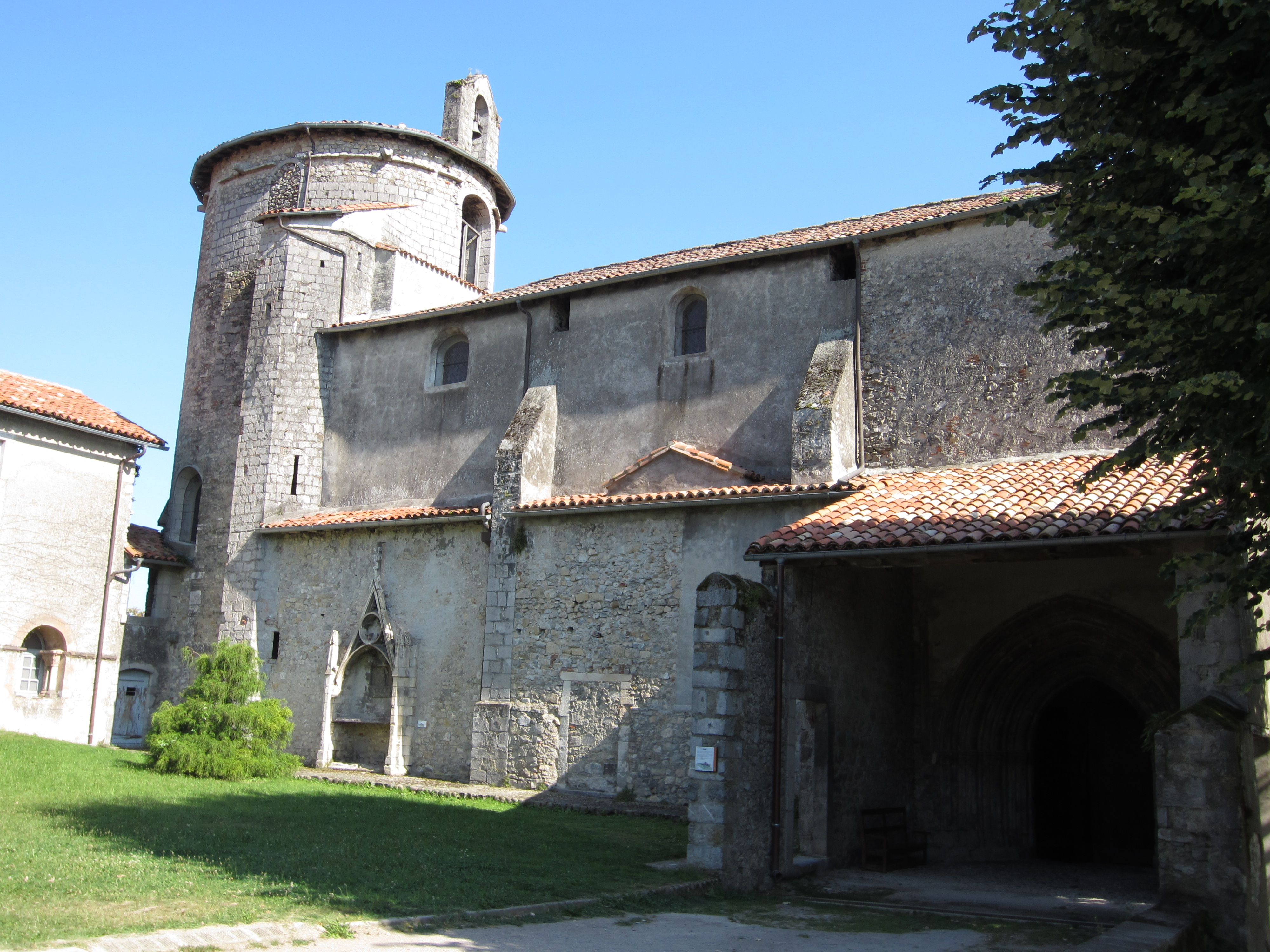
Cathédrale Notre-Dame-de-la-Sède.
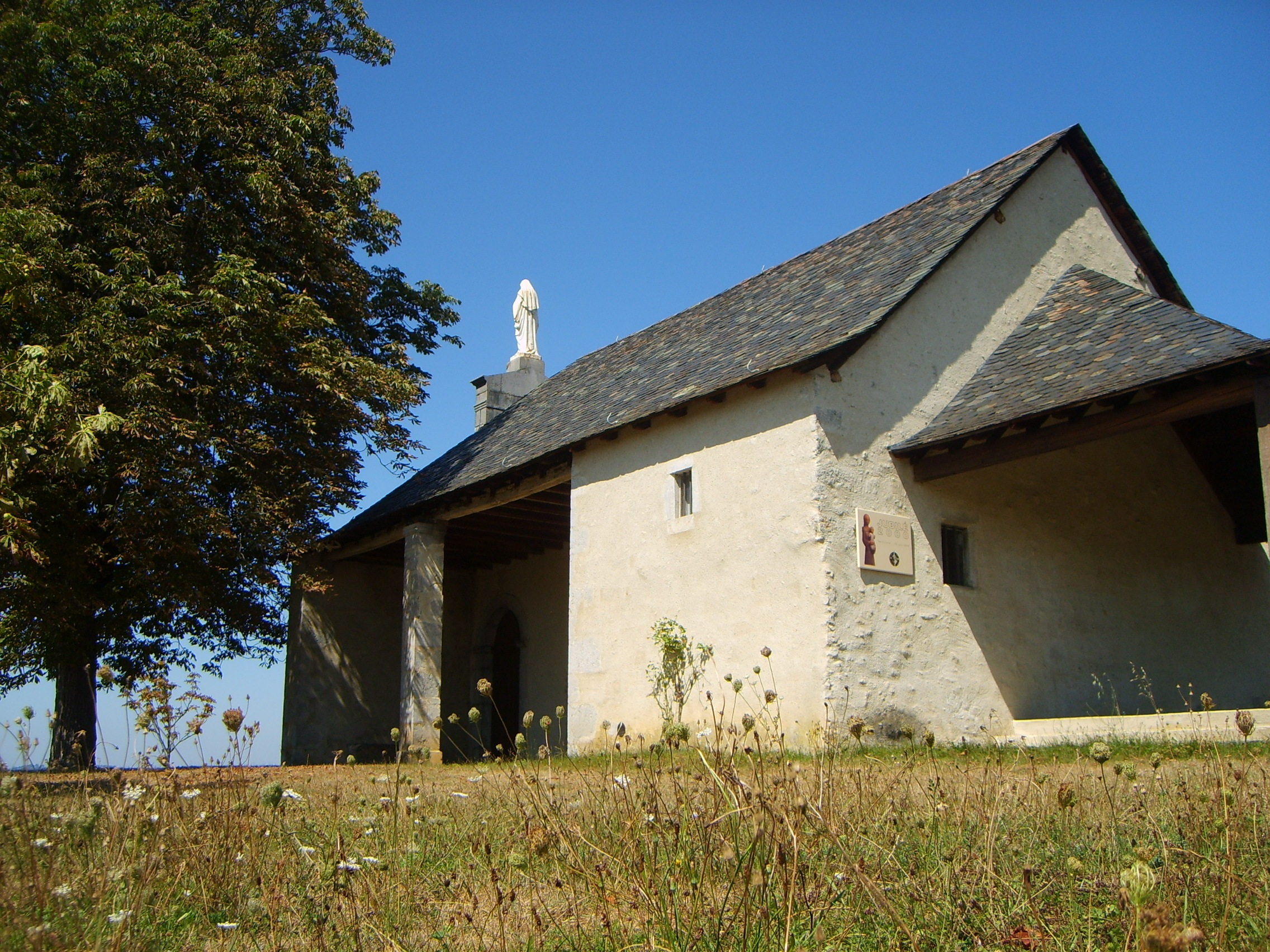
Chapelle Notre-Dame du Marsan.

- Murailles gallo-romaines sur 740 m en partie haute de la cité, classées en 1912.
- Pont de Saint-Lizier, inscrit au titre des monuments historiques en 1927.
- Autres immeubles protégés : maison Loubières (classée partiellement en 1929), maison canoniale (inscrite, escalier classé)...

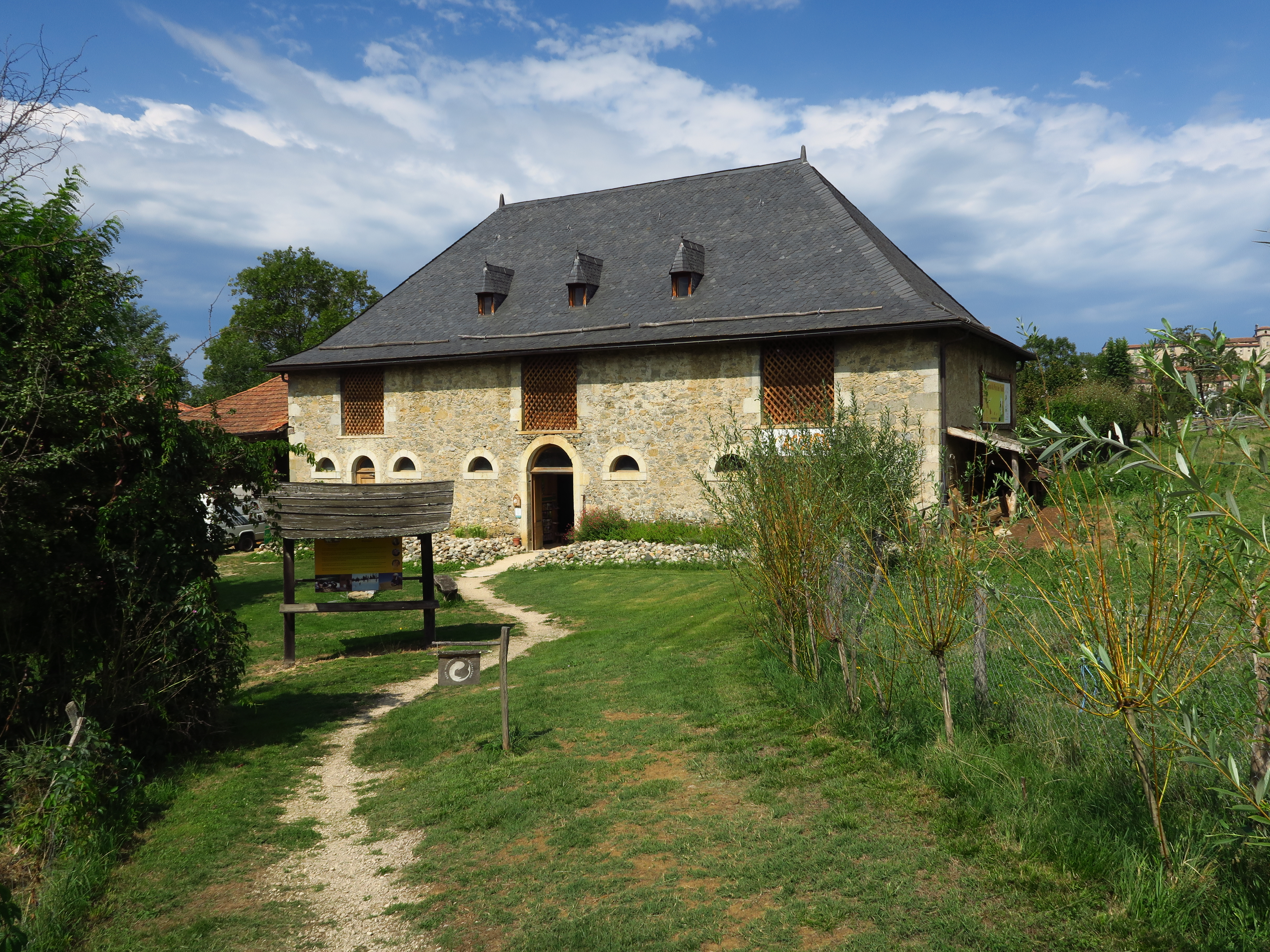
Accueil du parc à thème 'Au Pays des Traces'.
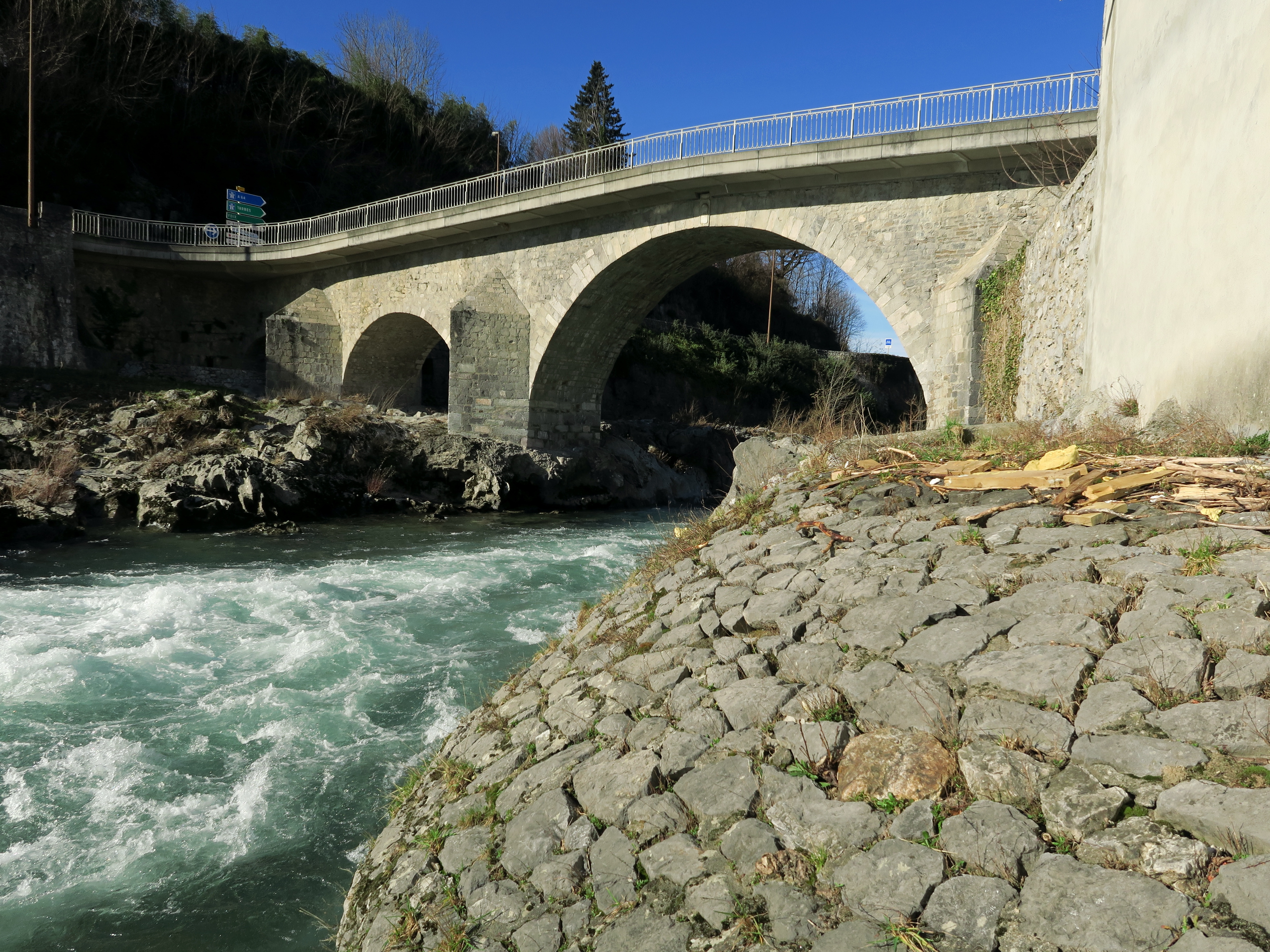
Pont de Saint-Lizier monument inscrit MH en 1927.
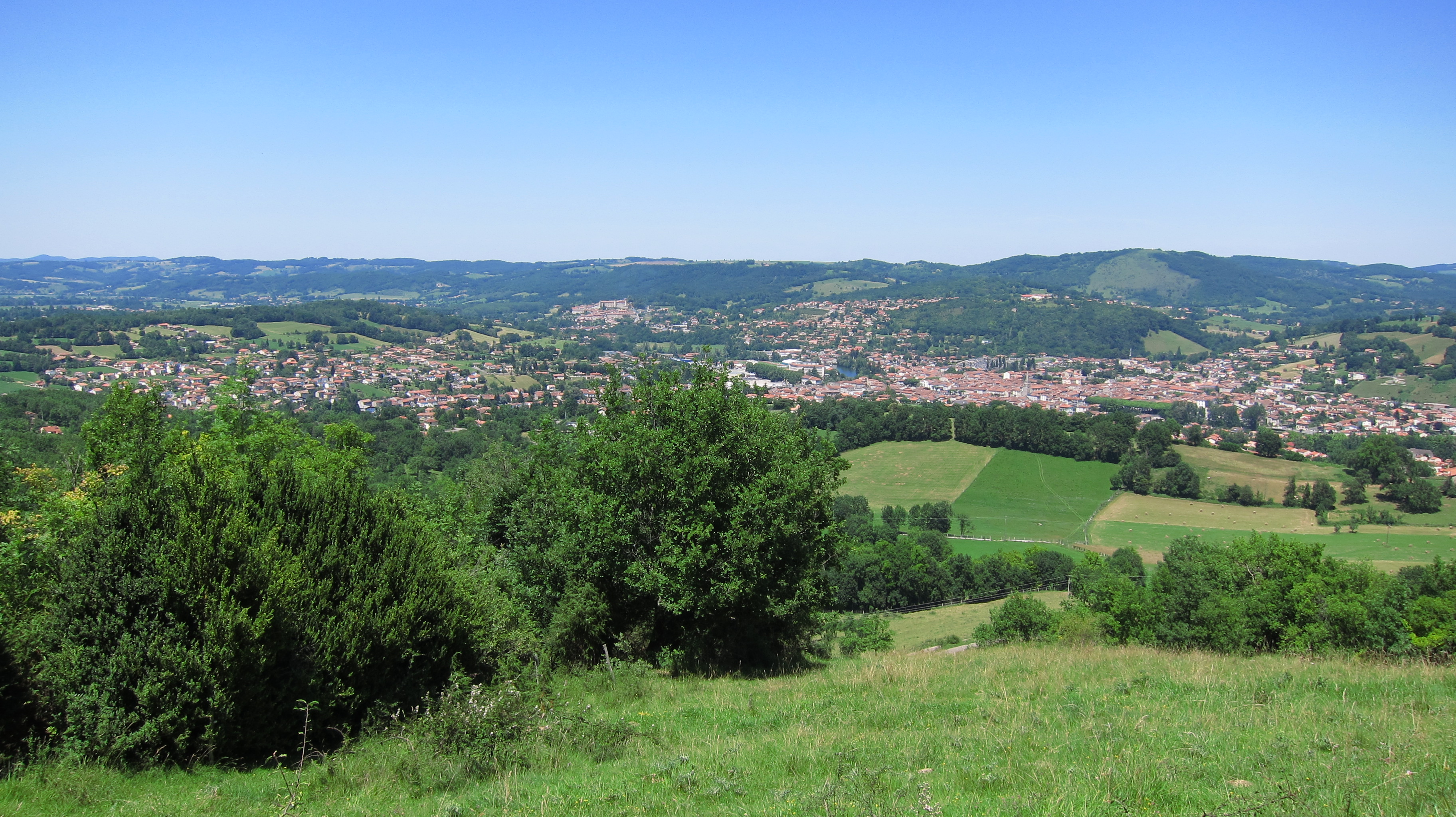
Saint-Lizier et Saint-Girons vus depuis Saudech.

### Personnalités liées à la commune
- Évêques de Couserans
- Jean-Baptiste Dupré (1765-1820), député de l'Ariège en 1815, pendant les Cent-Jours, né et mort à Saint-Lizier.
- Arnaud de Lingua de Saint-Blanquat (1779-1868) né et mort à Saint-Lizier, député de 1821 à 1831.
- Urbainie de Faydit de Terssac (1880-1950), exploratrice née au Château de Rozès, publia A travers l'Inde en automobile[86], récit du voyage qu'elle fit dans l'Hindoustan en 1905 avec ses frères Jean et Charles[87].
- Alexandre Grothendieck, considéré comme l'un des plus grands mathématiciens de tous les temps, mort au CHAC à Saint-Lizier le 13 novembre 2014.
- Clément Vergé (2001), joueur de rugby à XV né à Saint-Lizier.
- Léo Vidou, aviateur décédé à Saint-Lizier en 2015.

### Héraldique
| Blason de Saint-Lizier | Blason  | D'or à une cloche d'azur.                        |
| Blason de Saint-Lizier | Détails | Le statut officiel du blason reste à déterminer. |

## Pour approfondir